# Gregg Allman
Gregg Allman (Nashville, 8 december 1947 - Savannah, 27 mei 2017) was een Amerikaanse rockmuzikant, zanger en songwriter.

## Carrière
De broers Gregg en Duane Allman groeiden op in Florida in Daytona Beach. Ze speelden in verschillende bands, waaronder The Escorts, de Allman Joys, de Hour Glass en The Allman Brothers Band. Met de Hour Glass kregen ze hun platencontract in Los Angeles. Ze namen twee doorsnee albums op met pop en soul (Hour Glass (oktober 1967) en Power of Love (maart 1968)), maar waren niet tevreden met het resultaat. De band werd ontbonden en Gregg Allman probeerde een solocarrière op te bouwen.
Intussen had zijn broer Duane in Jacksonville een band geformeerd, waarbij Gregg zich in 1969 als zanger aansloot. Hij nam het hammondorgel voor zijn rekening, waarop hij eerst moest leren spelen. De Allman Brothers Band maakte geschiedenis in de rockmuziek. In 1973 lanceerde Gregg Allman het soloalbum Laid Back. In de volgende decennia liepen zijn solo- en bandcarrière parallel. Solo werd hij ondersteund door de Gregg Allman Band, later trad hij op onder de naam Gregg Allman & Friends. Zijn grootste solohit had hij in 1986 met I'm No Angel.
Tot aan zijn levenseinde was Gregg Allman steeds weer met The Allman Brothers Band en met Gregg Allman & Friends onderweg. In januari 2014 werd te zijner ere een tributeconcert georganiseerd in het Fox Theatre in Atlanta, waar hij ook optrad naast Warren Haynes, Derek Trucks, Susan Tedeschi, Devon Allman, Sam Moore, Keb' Mo', Dr. John, John Hiatt, Taj Mahal en Jackson Browne.

## Privéleven en overlijden
Tijdens de jaren 1970 was Gregg Allman enkele jaren (30 juni 1975-16 januari 1979) getrouwd met de zangeres en actrice Cher. Hun zoon Elijah Blue Allman (geboren 10 juli 1976) is eveneens muzikant. Een andere zoon uit een andere relatie, Devon Allman (10 augustus 1972), is ook als muzikant werkzaam, onder andere bij het bandproject Royal Southern Brotherhood en sinds 2018 in the Allman Betts Band. Allman was jarenlang afhankelijk van drugs en alcohol, totdat hij in het midden van de jaren 1990 een ontwenningskuur deed. Later leed hij aan hepatitis C en kreeg hij in 2010 een levertransplantatie. Gregg Allman overleed op 27 mei 2017 op 69-jarige leeftijd in zijn huis in Savannah aan de complicaties van leverkanker.

## Discografie
- 1973: Laid Back
- 1974: Gregg Allman Tour
- 1977: Playin' Up a Storm
- 1977: Allman & Woman – Two the Hard Way (met Cher)
- 1987: I’m No Angel
- 1988: Just Before the Bullets Fly
- 1997: Searching for Simplicity
- 2011: Low Country Blues
- 2015: Live: Back to Macon, GA (dubbel-cd/dvd-set)
- 2017: Southern Blood

- Bibsys: 7077247
- Bibliothèque nationale de France: cb13947138m (data)
- Gemeinsame Normdatei: 134313291
- International Standard Name Identifier: 0000 0000 7839 7942
- Library of Congress Control Number: no91014942
- MusicBrainz: 679a4fa1-f7f3-44ca-b440-ad6fb163b10d
- Nationale Bibliotheek van Tsjechië: xx0080823
- Nationale en Universitaire bibliotheek Zagreb: 000690708
- Nederlandse Thesaurus van Auteursnamen: 071765425
- Réseau des bibliothèques de Suisse occidentale: 02-A018534337
- Système universitaire de documentation: 251580148
- Virtual International Authority File: 85833433
- WorldCat: E39PBJq6TfC9P4QJqQFFPRTrbd